# Merijn Scheperkamp
Merijn Scheperkamp (Hilversum, 6 marzo 2000) è un pattinatore di velocità su ghiaccio olandese.

## Palmarès

### Mondiali distanza singola
- 1 medaglia:
  - 1 argento (sprint a squadre a Heerenveen 2023).

### Mondiali sprint
- 1 medaglia:
  - 1 bronzo (sprint a squadre a Hamar 2022).

### Europei
- 3 medaglie:
  - 2 ori (sprint a squadre a Heerenveen 2022; sprint a Hamar 2023);
  - 1 argento (500 m a Heerenveen 2022).